# Iuli Màrtov
Iuli Ossípovitx Zederbaum (en rus: Ю́лий О́сипович Цедерба́ум), més conegut pel pseudònim de Iuli Màrtov, Julius Martov o L. Martov (Ю́лий Ма́ртов) (24 de novembre de 1873 - 4 d'abril de 1923) va néixer a Constantinoble el 1873 fill d'una família jueva de classe mitjana, fou un revolucionari socialista rus líder de la fracció menxevic.
Després d'abandonar Rússia per motius polítics, es va unir al Partit Obrer Socialdemòcrata Rus (POSDR), en el que ja militaven moltes altres figures polítiques radicals russes a l'exili. En el segon congrés d'aquest partit, celebrat a Londres el 1903, es va produir una discussió entre Martov i Lenin sobre qui havia de ser considerat com a membre del POSDR. Prèviament Lenin havia publicat les seves idees sobre com potenciar el partit en el seu pamflet Què fer?, el que es considerava com el document on s'exposaven els punts de vista del del Grup d'Iskra ("L'Espurna", periòdic fundat per Lenin per a difondre i aglutinar als socialdemòcrates revolucionaris), liderat per Lenin i Martov. No obstant això, en el congrés de Londres ambdós capdavanters van exposar postures oposades sobre la pertinença al partit; d'una banda Lenin defensava una militància restringida de quadres plenament compromesos, mentre que Martov proposava una interpretació més flexible. Tant Martov com Lenin basaven les seves propostes en el tipus d'organització que prevalia en els partits socialdemòcrates a Europa, en particular a Alemanya. Quan es van votar les propostes, el grup liderat per Lenin va perdre, produint-se la seva escissió.
A pesar del resultat de la votació, el grup liderat per Lenin era denominat com a "bolxevic", que significa majoria, mentre que a l'altre grup se li denominava "menxevic" o minoria. Això es devia al fet que els primers havien guanyat en la votacions sobre programa i per a l'elecció del consell editorial d'Iskra. Irònicament, aquest vot sobre el consell editorial no havia estat considerat tan important en el congrés, i de fet els bolxevics estaven normalment en minoria, però per a aquesta votació havien estat absents diversos delegats que haurien votat pels menxevics.
Martov es va convertir en un destacat líder menxevic juntament amb Pàvel Akselrod, Fiódor Dan i Irakli Tsereteli i després amb Gueorgui Plekhànov i transitòriament amb Lev Trotski, que un temps va pertànyer a la fracció menxevic, però es va separar d'ells poc després.
Després de la Revolució russa de 1905, Martov defensava que el paper dels revolucionaris era conformar una oposició militant al nou govern burgès, creant una xarxa d'organitzacions de sindicats, cooperatives, consells rurals i soviets que acorralessin al govern fins que es produïssin les circumstàncies socials i econòmiques que fessin possible la revolució socialista. Martov sempre va estar en l'ala esquerrana de la fracció menxevic, advocant per la reunificació amb els bolxevics, que finalment es va produir el 1906, encara que aquesta unió va ser tan fràgil que el 1907 les dues fraccions es van separar de nou.
El 1914 Martov va formar part de l'oposició a la Primera Guerra Mundial, que veia com una guerra imperialista, igual que Lenin i Trotski, convertint-se en el capitost centrista de la fracció internacionalista, oposada a la direcció del partit menxevic. Després de la Revolució russa de 1917, Martov va tornar a Rússia però no va poder impedir que alguns menxevics com Irakli Tsereteli i Fedor Dan s'unissin al govern provisional, que mantenia la política de guerra. En el congrés del 18 de juny de 1917 no va aconseguir el suport dels delegats per a defensar el començament immediat de negociacions de pau.
Quan els bolxevics van prendre el poder l'octubre de 1917, Martov va ser marginat políticament. Mostra d'això és el comentari que Lev Trotski va fer d'ell quan Martov abandonava una reunió del Consell de Soviets disgustat per la forma en la que els bolxevics s'apoderaven del poder polític: "torna on et pertany, a la galleda d'escombraries de la història". Martov encara lideraria per un temps el petit grup d'oposició menxevic a l'Assemblea Constituent Russa, fins que va ser abolit pels bolxevics. Els menxevics van ser prohibits pel govern soviètic juntament amb els altres partits polítics (excepte el Partit Comunista Rus) durant la Guerra Civil Russa.
Encara que Martov va donar suport a l'Exèrcit Roig contra els russos blancs durant la guerra civil, va continuar denunciant la persecució dels periòdics liberals i rebutjant el bolxevisme i la seva concepció de la "dictadura del proletariat". El 1923 va ser condemnat a l'exili, i va morir a Schömberg (Alemanya) aquell mateix any. Abans de morir, no obstant això, va ser capaç de llançar el periòdic "El Missatger Socialista", que es va mantenir com publicació dels menxevics en l'exili a Berlín, París i fins i tot a Nova York. Es pensa que fins i tot el mateix Lenin va aportar diners per a aquesta última aventura de Martov.